# Шмитт, Бернард Уильям
Бернард Уильям Шмитт (англ. Bernard William Schmitt; 17 августа 1928, Уилинг, штат Западная Виргиния, США — 16 августа 2011, там же) —  прелат Римско-католической церкви, 2-й титулярный епископ Уолла-Уоллы, 7-й епископ Уилинг-Чарлстона.

## Биография
Бернард Уильям Шмитт родился в Уилинге, в штате Западная Виргиния 17 августа 1928 года. Он был четвёртым из семи сыновей в семье Лоуренса Шмитта и Юлалии Розы, урожденной Шиффер. Получив начальное и среднее образование в школе Тела Христова и в Центральной католической высшей школе в Уилинге,  поступил в семинарию святого Карла в Элликотт-Сити, в штате Мэриленд. Продолжил обучение в Высшей семинарии и университете Сент-Мэри в Балтиморе В дальнейшем окончил аспирантуру на факультете руководства и консультирования в Огайском университете.
28 мая 1955 года в соборе святого Иосифа в Уилинге был рукоположен в священники епископом-коадъютором Томасом Джоном Макдоннеллом. После рукоположения был назначен клириком собора святого Иосифа. В 1963 году стал главой епархиального отдела по работе с призваниями, миссионерского отдела и Содружества христианской доктрины (C.C.D.). В 1966 году был назначен ректором семинарии святого Иосифа в Паркерсберге, где служил до назначения на место настоятеля прихода церкви святого Франциска Ассизского в Сэнт-Олбансе. В 1982 году был поставлен настоятелем прихода церкви святого Михаила в Уилинге. Во время служения на приходах уделял особенное внимание воспитанию и образованию приходской молодёжи.
31 мая 1988 года Папа Иоанн Павел II назначил Бернарда Уильяма Шмитта викарным епископом Уилинг-Чарльстона и титулярным епископом Уолла-Уоллы. Хиротония состоялась 1 августа того же года; основным консекратором был архиепископ Фрэнсис Байбл Шалт, которому сослужили архиепископ Уильям Дональд Бордерс и епископ Дональд Уильям Вюрл. 29 марта 1989 года тот же Папа назначил его седьмым епископом Уилинг-Чарльстона. 17 мая 1989 года он официально взошёл на кафедру.
Во время архиерейского служения в конференции католических епископов США курировал работу комитетов, занимавшихся делами священнослужителей, вопросами брака и семьи и развития человеческих ресурсов. 17 августа 2003 года, по достижении семидесятипятилетнего возраста, подал прошение о выходе на покой в соответствии с каноническим правом. 9 декабря 2004 года Папа Иоанн Павел II удовлетворил его просьбу и назначил епархиальным администратором в коллегию советников.
Бернард Уильям Шмитт умер в родном городе за день до своего восемьдесят третьего дня рождения. После заупокойной службы в соборе святого Иосифа в Уилинге, которую возглавил его преемник на кафедре, гроб с телом епископа был похоронен на Горно-Голгофском кладбище в городе Уилинг, в штате Западная Виргиния. В 2011 году портрет епископа был включён в галерею славы города Уилинга.